# كريستوفر دبليو. بيكر
كريستوفر دبليو. بيكر (بالإنجليزية: Christopher W. Baker)‏ هو كاتب ورسام بريطاني، ولد في 1956.

## وصلات خارجية
- الموقع الرسمي